# Bondwell
Bondwell fue un fabricante de ordenadores personales con sede en Hong Kong y en Estados Unidos (como Bondwell Industrial Co. Inc. Fremont, California) en el período 1981-1993

Comienza vendiendo una línea de ordenadores portables basados en Zilog Z80 y CP/M-80 2.2 y 3.0 en la estela del Osborne 1 pero más orientados al Kaypro II, los Bondwell-12 , Bondwell-14 (1984) y Bondwell-16 (1985). Una característica excepcional en estos fue un sintetizador de voz incorporado . Sus precios eran excepcionalmente asequibles para la época, aunque se hicieron concesiones significativas con respecto a la durabilidad, por ejemplo, el chasis era de plástico bastante endeble, muy por debajo de la robustez que generalmente se espera de los luggables. La fuente de alimentación sin ventilador, ubicada debajo de la placa base, a menudo causaba problemas. La elección de los dispositivos periféricos de E/S hicieron prácticamente imposible el uso de interrupciones.
Con posterioridad se vuelca en el mercado del PC compatible tanto en modelos de sobremesa como portátiles, siendo su último equipo conocido el Bondwell 486dx un notebook con procesador Cyrix Cx486DX

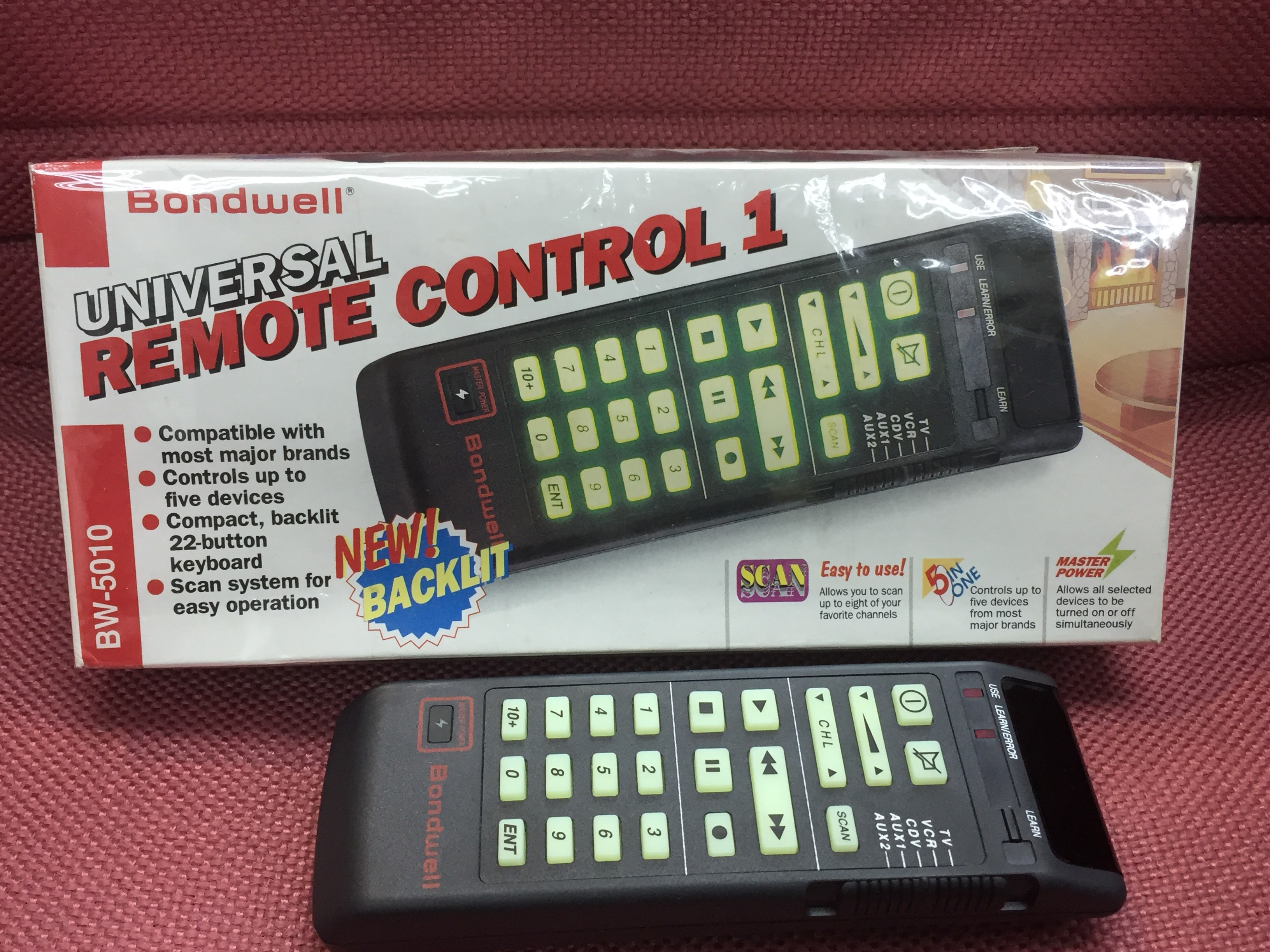
Bondwell-5010 Universal Remote Control

Alrededor de 1988, Bondwell también se involucró en la creación de uno de los primeros controles remotos universales. El BW-5010 podía controlar hasta 5 dispositivos y contaba con una luz de fondo.

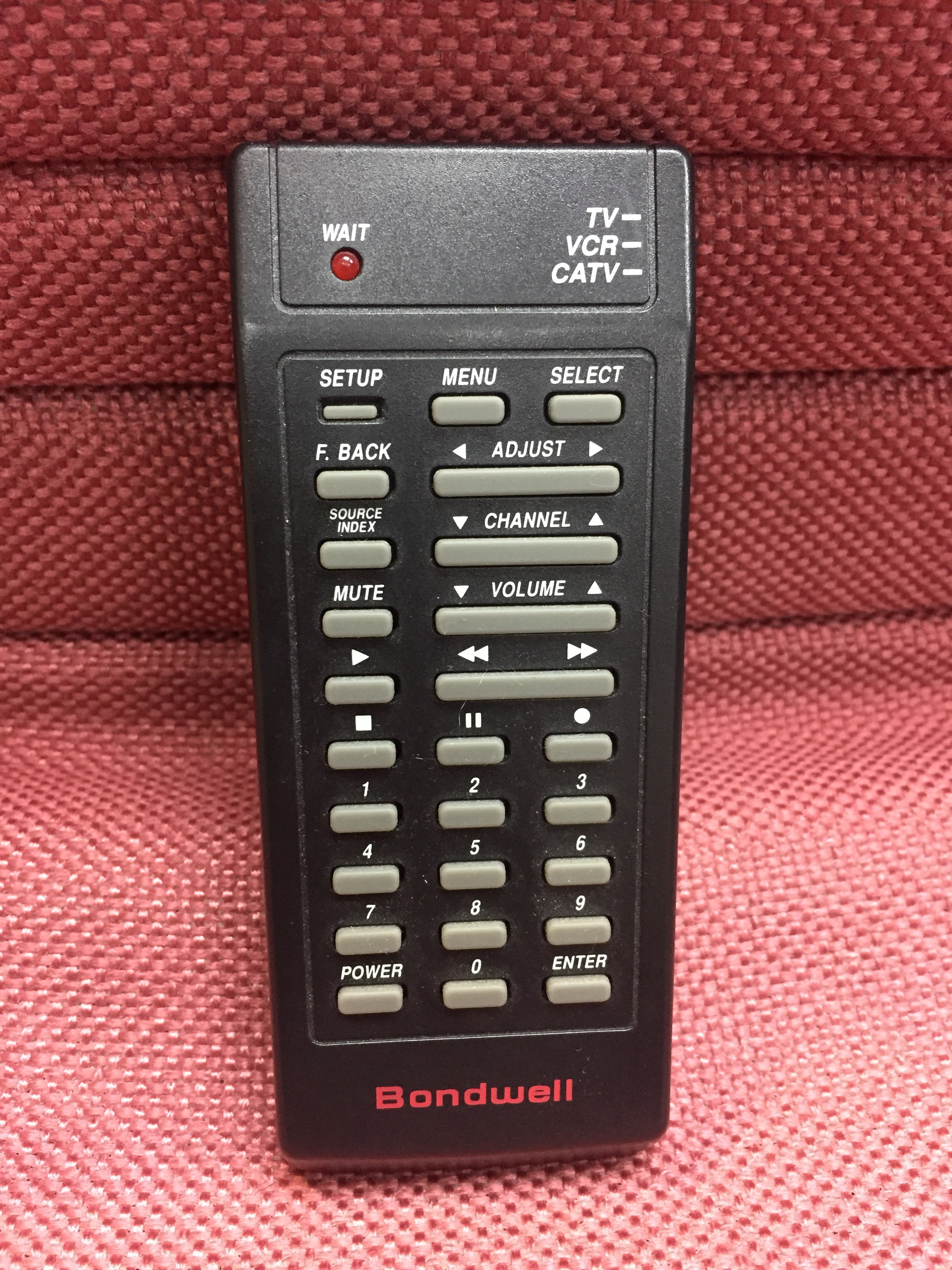
Bondwell BW-5040 Universal Remote Control

Bondwell se transformó en Remotec Technology Ltd una empresa especializada en el IoT.

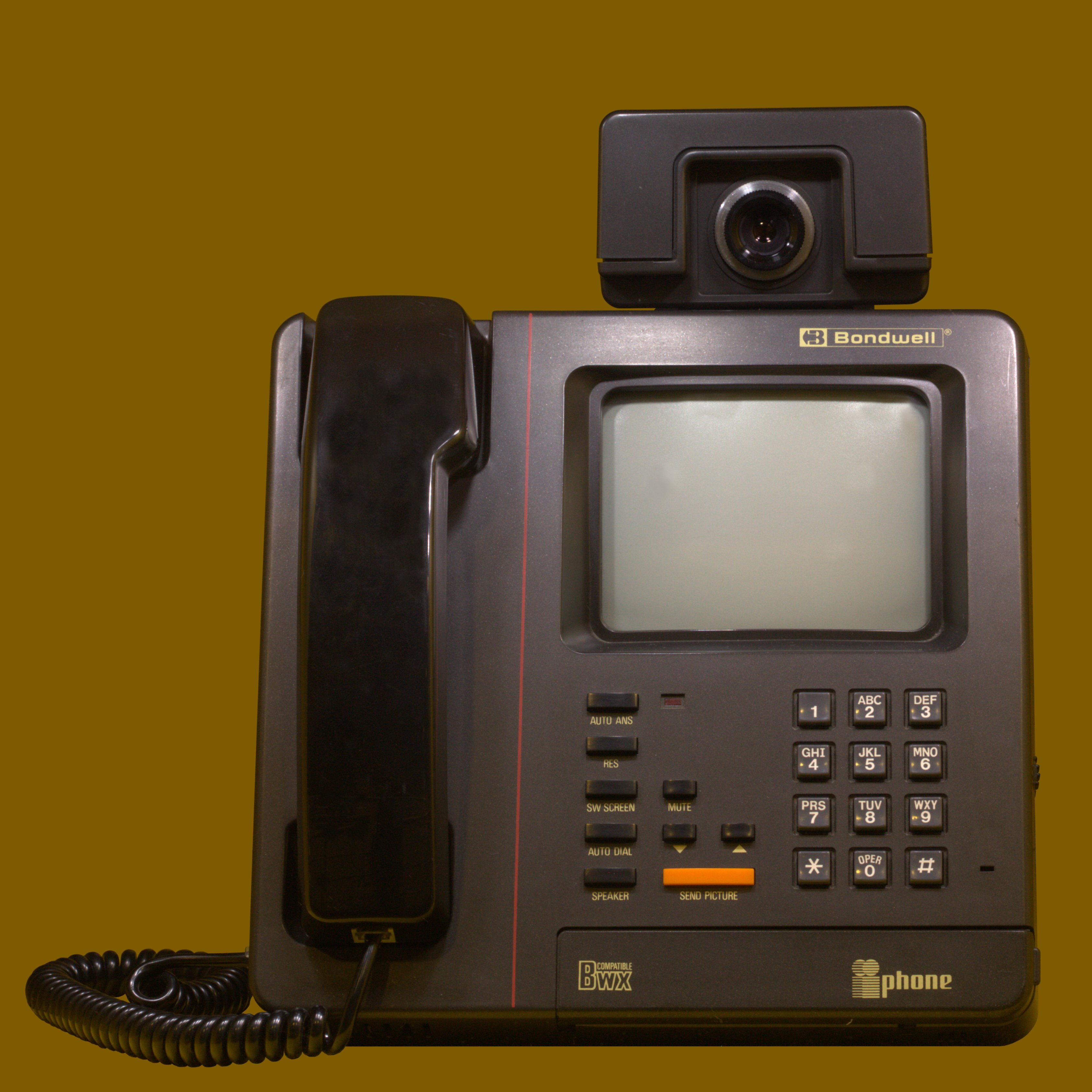
El iiPhone, un videotelefono de Bondwell

Aunque no relacionados empresarialmente, en Fiyi se funda sobre 1994 Bondwell, un distribuidor de informática que pasa de un solo empleado a más de 120 y es el líder de ese mercado en el país. En marzo de 2014, Bondwell es comprada por Janty Kanvan Ltd. (JKL), por lo que deviene en Janty Bondwell Ltd. Esa empresa aparece en Facebook como Bondwell.Fiji y tiene presencia en LinkedIn

## Compra de Spectravideo
En marzo de 1984, Spectravideo (para quien Bondwell fabricaba los SV-318 y SV-328) acordó venderles una participación del 60%, en un acuerdo que también habría requerido la renuncia del presidente Harry Fox y del vicepresidente Alex Weiss. Ese acuerdo se canceló cuando Spectravideo no pudo reestructurar una deuda por valor de 2,6 millones de dólares, y en julio se cerró otro acuerdo en el que Fanon Courier USA Inc. habría comprado el 80% de la empresa.
El acuerdo de Fanon Courier fracasó de manera similar, y Fox renunció como presidente en septiembre, con Bondwell Holding comprando más de la mitad de las acciones de la compañía e instalando al vicepresidente de Bondwell, Christopher Chan, como nuevo presidente.

## Modelos
El Bondwell-22 (sobremesa 1984) su primer ordenador tiene dos microprocesadores Zilog Z80, 128 kiB de memoria RAM, CP/M CP/M 3.0 y se comercializa como un procesador de textos.
Tiene una configuración extraña. La unidad principal tenía un diseño de media torre con un pequeño CRT incrustado en la parte superior que muestra el menú del software. Un monitor independiente sirve para mostrar texto. Debido a que todos los componentes del Bondwell 22 están estrechamente integrados, un equipo incompleto sería de utilidad limitada o nula.
El Bondwell-12 (1984) es un ordenador portable con un monitor monocromo de 9 pulgadas (23 cm) de tubo de rayos catódicos, equipada con 64 kiB de memoria interna, sistema operativo CP/M 2.2 y dos disqueteras de 5,25 simple cara, doble densidad (unos 180 kiB).
El Bondwell-14 tiene 128 kiB de memoria RAM, CP/M 3.0 y dos disqueteras de doble cara (360 kiB).
El Bondwell-16 tiene CP/M 3.0, una disquetera de doble cara y un disco duro con una capacidad de un poco menos de 10 MiB.

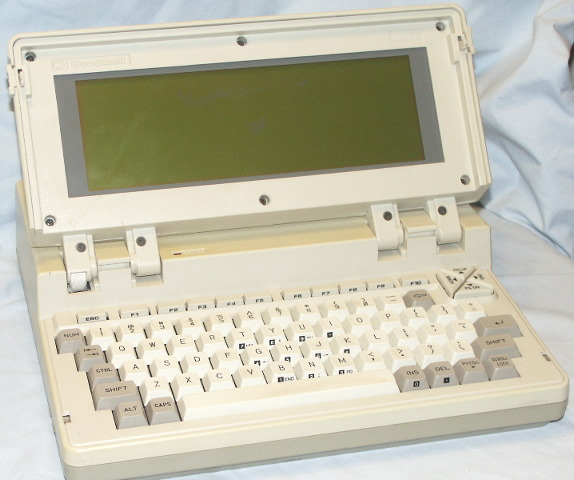
Bondwell Computers Model 8

El Bondwell-2 (1985) es un ordenador portátil con un microprocesador Zilog Z80 a 4 MHz, 64K RAM y 4K ROM, CP/M 2.2 y una disquetera de 3,5 simple cara doble densidad (360 kiB). Puede ampliarse la memoria a 256 y 512 kiB. Fue uno de los primeros portátiles, así como una de las pocas computadoras CP/M con baterías.

Bondwell Model 8 (1985) es un ordenador portátil de 5.5 kg, 284 x 78 x 310 mm. Presentaba un microprocesador Intel 80C88 de bajo consumo a 4.77 MHz, una pantalla LCD retroiluminada con 80 x 25 caracteres o gráficos de 640 x 200 píxelss, una batería interna y una disquetera interna de 3.5" doble cara doble densidad (720 KB). Teclado QWERTY de 76 teclas y el modelo americano un módem interno a 300 baudios. Puede ampliarse con la unidad externa Bondwell Model 112B Disk Drive 
Bondwell-18 (1986) tiene un microprocesador Intel 8088 a 4.7 MHz, 640 KB de memoria RAM, disquetera de 5,25 doble cara doble densidad y sistema operativo MS-DOS.
Bondwell 38 (1986) es un compatible IBM PC de sobremesa, que se vende a un precio inicial de $1,195. Microprocesador Intel 8088 a 4.77/8 MHz, 640K  de memoria RAM, 2 disqueteras de 5.25, puerto serie, puerto paralelo, 5 ranuras ISA de 8 bits, MS-DOS. Opcional un disco duro de 20MB
Bondwell B100 ordenador portátil compatible IBM PC, microprocesador NEC V30 a 9.83 MHz, 512K RAM, 1MB ROM, puerto serie, puerto paralelo, baterías NiCad o alcalinas.
Bondwell B200 Superslim ordenador portátil compatible IBM PC, microprocesador Intel 80C88 a 8 MHz, 640K RAM, dos disqueteras de 3.5, serial puerto serie, puerto paralelo, puerto de video externo, pantalla interna de  10.5 pulgadas supertwist monocroma LCD, batería NiCad
Bondwell fabrica un rango de laptops AT basados en Intel 80286 como el B310 Plus.
- Bondwell B310 Superslim (1990, laptop PC)
- Bondwell B310V (1991, laptop PC)

Bondwell B310SX (1991) ordenador portátil compatible IBM PC, microprocesador Intel 80386SX